# Rolf Almqvist
Rolf Almqvist (5 de noviembre de 1931 - Helsingborg, 5 de febrero de 2003) fue un entrenador y jugador de balonmano sueco. Fue un componente de la Selección de balonmano de Suecia.
Con la selección ganó la medalla de oro en el Campeonato Mundial de Balonmano Masculino de 1954, la medalla de bronce en el Campeonato Mundial de Balonmano Masculino de 1961 y la medalla de plata en el Campeonato Mundial de Balonmano Masculino de 1964.

## Clubes
- IFK Karlskrona (1948-1957)
- Vikingarnas IF (1957-1968)

- Datos: Q27923862